# エレン・ケイ

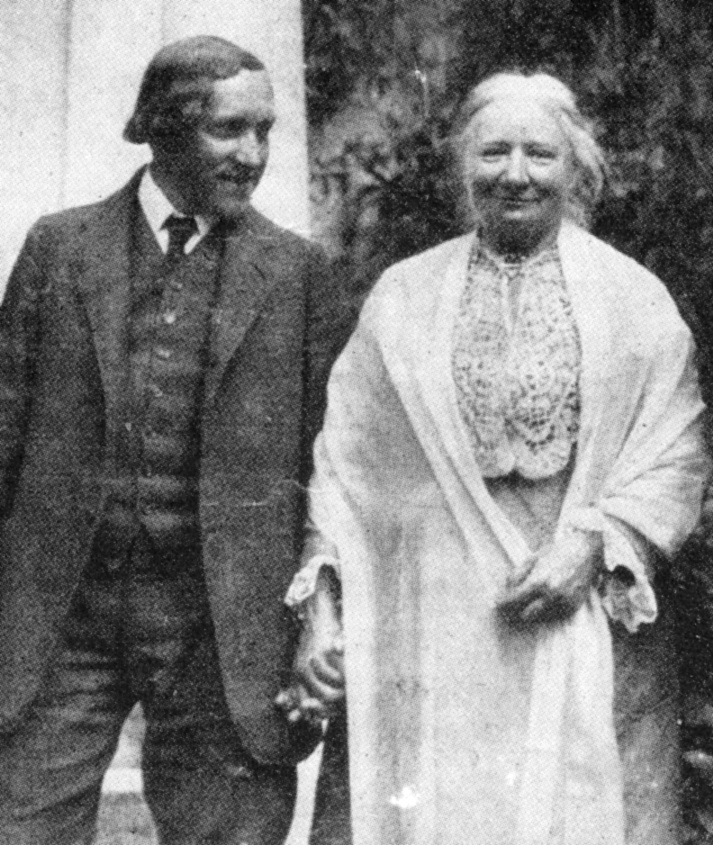
エレン・ケイとスウェーデンの彫刻家カール・ミレス。1915年

エレン･ケイ（Ellen Karolina Sofia Key, 1849年12月11日 - 1926年4月25日）は、スウェーデンの社会活動家、社会思想家、著作家、女性運動家で差異派フェミニスト。

## 概要
母性と児童の尊重を基軸とした社会問題を論じ、特に教育の重要さを説いた点で、教育史上においても名が残っている著名な女性運動家の1人。
軍人で議会の急進派であった父と古風で家庭的な母との間に生まれる。少女時代は文学や音楽に興味を示していたが、やがて母親からのアドバイスで母性の哲学的研究に着手した。20代で通俗大学の講師を務め、30歳頃には小学校の教員を務めた。後に著作に励み『恋愛と結婚』『児童の世紀』『母性の復興』等を出版。『児童の世紀』での「教育の最大の秘訣は、教育しないことにある」は名言として知られる。
大正デモクラシー期の日本において『青鞜』などを通して諸作物が紹介され、日本の婦人運動に絶大な影響をもたらした。
差異派フェミニストであり、同じ女性運動家で同国出身のフレデリカ・ブレーメルを批判していた。

## スウェーデンの近代デザインへの影響
彼女は産業革命の波が普及したスウェーデンで、イギリスのアーツ・アンド・クラフツ運動やスウェーデンの手工芸復興運動にいち早く注目しウィリアム・モリスやジョン・ラスキンを紹介し、生活用品に簡素で機能的な美しさを求め、人々の美意識を改革する家庭生活改革活動を行った。ケイは美への意識を高めることが道徳観念を高め社会全体に調和をもたらすとも考えており、アーツ・アンド・クラフツ運動の価値観を受け継いでいる。1845年には、ケイの影響を受け「日常生活に美を」のスローガンを掲げ、手工芸の保護・デザインの改善・育成を目指すスウェーデン工芸協会が設立。美術史家のグレゴール・ポウルッソン（1889-1997）ら協会関係者はドイツ工作連盟の影響も受け、スウェーデンのモダン・デザイン運動を推進した。

## 邦訳された主要著作
- 『婦人と道徳』（本間久雄訳）南北社 1913年
- 『戀愛と道徳』（田制佐重訳）文明叢書第40編、植竹書院　1914年
- 『恋愛と道徳』（伊藤野枝訳）、「大杉栄全集」別冊　1926年で刊行
  - 井手文子・堀切利高編『定本伊藤野枝全集』4巻、 學藝書林、2000年。
- 『來るべき時代の為に』（本間久雄訳）北文館　1916年
- 『兒童の世紀』（原田実訳）大同館書店　1916年
  - 「日本〈子どもの権利〉叢書２」中野光解説、久山社  1995年で復刻
- 『恋愛と結婚』（原田実訳）新潮社　1919年
- 『婦人運動』（原田実訳）大日本文明協会事務所　1916年、聚英閣　1924年
- 『戦争平和及将来』（本間久雄訳）大日本文明協会　1918年
  - 「女と戦争　近代女性文献資料叢書４」中嶌邦監修　大空社 1992年で復刻
- 『母性の復興』（平塚雷鳥訳）新潮社　1919年
- 『エレン・ケイ論文集』（本間久雄訳） 玄同社　1922年
- 『戀愛と道徳』（本間久雄訳） 春秋社、1923年。
- 『兒童の世紀』（原田実訳） 冨山房百科文庫　1938年
- 『恋愛と結婚』（小野寺信、小野寺百合子訳）岩波文庫上下　1977年
  - 改訂版『恋愛と結婚』新評論　1997年
- 『児童の世紀』（小野寺信、小野寺百合子訳）　冨山房百科文庫　1979年
- 『美しさをすべての人に』（池上貴之訳） 一般社団法人konst　2025年